# Camisia zangherii
Camisia zangherii är en kvalsterart som beskrevs av Lombardini 1963. Camisia zangherii ingår i släktet Camisia och familjen Camisiidae. Inga underarter finns listade.